# Bățani
Bățani – gmina w Rumunii, w okręgu Covasna. Obejmuje miejscowości Aita Seacă, Bățanii Mari, Bățanii Mici, Herculian i Ozunca-Băi. W 2011 roku liczyła 4403 mieszkańców.